# Episodi di Tre cuori in affitto (sesta stagione)
La sesta stagione della sitcom Tre cuori in affitto è stata trasmessa negli Stati Uniti dal 6 ottobre 1981 al 18 maggio 1982. Jenilee Harrison e Priscilla Barnes entrano nel cast principale e vengono inserite nella sigla iniziale.
| nº | Titolo originale                    | Titolo italiano            | Prima TV USA     | Prima TV Italia |
| -- | ----------------------------------- | -------------------------- | ---------------- | --------------- |
| 1  | Jack Bares All: Part 1              | Bionda su bionda: Parte 1  | 6 ottobre 1981   | 1987            |
| 2  | Jack Bares All: Part 2              | Bionda su bionda: Parte 2  | 6 ottobre 1981   | 1987            |
| 3  | Terri Makes Her Move                | Larry contro Terri         | 13 ottobre 1981  | 1987            |
| 4  | Professor Jack                      | Oriente bollente           | 27 ottobre 1981  | 1987            |
| 5  | Some of That Jazz                   | Fiasco dance               | 3 novembre 1981  | 1987            |
| 6  | Lies My Roommate Told Me            | Eco illogica               | 10 novembre 1981 | 1988            |
| 7  | Two Flew Over the Cuckoo's Nest     | Cuculo e camicia           | 17 novembre 1981 | 1988            |
| 8  | Eyewitness Blues                    | Il bello in maschera       | 24 novembre 1981 | 1988            |
| 9  | Boy Meets Dummy                     | Bocca a bocca              | 1º dicembre 1981 | 1988            |
| 10 | Dates of Wrath                      | Tre cuori in conflitto     | 8 dicembre 1981  | 1988            |
| 11 | Macho Man                           | Agente per bene            | 15 dicembre 1981 | 1988            |
| 12 | Strangers In the Night              | Amore a prima svista       | 5 gennaio 1982   | 1988            |
| 13 | The Matchbreakers                   | La donna è immobile        | 12 gennaio 1982  | 1988            |
| 14 | Oh, Nun                             | L'alcool e l'acqua santa   | 19 gennaio 1982  | 1988            |
| 15 | Maid to Order                       | Dialogo tra soldi          | 26 gennaio 1982  | 1988            |
| 16 | Hearts and Flowers                  | Il buttafiori              | 2 febbraio 1982  | 1988            |
| 17 | Urban Plowboy                       | Passione fienile           | 9 febbraio 1982  | 1988            |
| 18 | A Friend in Need                    | Quando bussa il boss       | 16 febbraio 1982 | 1988            |
| 19 | Jack's 10                           | La scatola della vita      | 23 febbraio 1982 | 1988            |
| 20 | Doctor in the House                 | Il medico dei lazzi        | 2 marzo 1982     | 1988            |
| 21 | Critic's Choice                     | Sesso e culinaria          | 9 marzo 1982     | 1988            |
| 22 | Paradise Lost                       | La balla dell'Eden         | 16 marzo 1982    | 1988            |
| 23 | And Now Here's Jack                 | Frequenza d'onta           | 23 marzo 1982    | 1988            |
| 24 | Janet Wigs Out                      | Look sollucchero           | 6 aprile 1982    | 1988            |
| 25 | Up in the Air                       | Aero-party                 | 4 maggio 1982    | 1988            |
| 26 | Mate for Each Other                 | Incomputer                 | 11 maggio 1982   | 1988            |
| 27 | The Best of Three's Company: Part 1 | Ridere per ridere: Parte 1 | 18 maggio 1982   | 1988            |
| 28 | The Best of Three's Company: Part 2 | Ridere per ridere: Parte 2 | 18 maggio 1982   | 1988            |

## Bionda su bionda: Parte 1
- Titolo originale: Jack Bares All: Part 1
- Diretto da: Dave Powers
- Scritto da: Martin Rips e Joseph Staretski

### Trama
Cindy si trasferisce all'università e Jack e Janet sono in cerca di una nuova coinquilina. Nel frattempo, Jack ha un piccolo incidente e viene portato in ospedale, dove conosce l'infermiera Terri.
- Guest stars: Jordan Charney (Frank Angelino), Gino Conforti (Felipe Gomez), Shell Kepler (Didi) e Bobby Ellerbee (Dottor Cooper).
- Note: Prima apparizione di Priscilla Barnes.

## Bionda su bionda: Parte 2
- Titolo originale: Jack Bares All: Part 2
- Diretto da: Dave Powers
- Scritto da: Martin Rips e Joseph Staretski

### Trama
Janet invita Terri a trasferirsi da lei ma non tutto sembra andare per il verso giusto.
- Guest star: Shell Kepler (Didi).
- Note: Questo episodio speciale diviso in due parti è stato originariamente trasmesso come unico episodio.

## Larry contro Terri
- Titolo originale: Terri Makes Her Move
- Diretto da: Dave Powers
- Scritto da: Ellen Guylas

### Trama
Larry chiede a Terri di essere affettuosa con Jack. La cosa crea vari problemi, tra cui la gelosia di Janet.
- Guest stars: Hugh Gillin (Signor Alden), Mina Kolb (Signora Alden) e Jennifer Walker (Samantha Alden).
- Note: Jenilee Harrison è assente in questo episodio.

## Oriente bollente
- Titolo originale: Professor Jack
- Diretto da: Dave Powers
- Scritto da: Laura Levine

### Trama
Janet chiede a Jack di dare lezioni di cucina orientale alla moglie del suo capo. Terri crede che si tratti di lezioni di sesso e decide di lasciare l'appartamento.
- Guest stars: Frank Aletter (Tom Latham), Sally Kemp (Joanna Latham) e Paul Kent (Dottor Anderson).
- Note: Richard Kline è assente in questo episodio.

## Fiasco dance
- Titolo originale: Some of That Jazz
- Diretto da: Dave Powers
- Scritto da: Martin Rips, Joseph Staretski

### Trama
Janet frequenta un corso di danza e l'insegnante la convince a lasciare il suo lavoro per diventare una ballerina professionista, ma Jack e Terri non si fidano.
- Guest stars: Michael Bell (Michael) e Debbie Bartlett (Marlene).
- Note: Richard Kline è assente in questo episodio.

## Eco illogica
- Titolo originale: Lies My Roommate Told Me
- Diretto da: Dave Powers
- Scritto da: George Burditt

### Trama
Larry promette a Jack un appuntamento con una ragazza se riesce a fargli fare colpo su Terri.
- Guest star: Teresa Ganzel (Gretchen).

## Cuculo e camicia
- Titolo originale: Two Flew Over the Cuckoo's Nest
- Diretto da: Dave Powers
- Scritto da: Shelley Zellman

### Trama
Terri invita a cena un suo collega e lo presenta ai suoi amici che credono si tratti di un paziente fuggito da un manicomio.
- Guest stars: Jeffrey Tambor (Dottor Tom Miller), Murray Matheson (Roger), Tony Miller (Dottor Norman Burns), Stephen Johnson (Agente) e Sheila Rogers (Infermiera).
- Note: Richard Kline, Don Knotts e Jenilee Harrison sono assenti in questo episodio.

## Il bello in maschera
- Titolo originale: Eyewitness Blues
- Diretto da: Dave Powers
- Scritto da: Michael S. Baser e Kim Weiskopf

### Trama
Jack ha assistito ad una rapina al negozio di fiori in cui lavora Janet e la sua vita ora è in pericolo.
- Guest stars: Donald Petrie (Jim Bolton), Edmund Gilbert (Briscoe), Alan McRae (Rapinatore) e Dennis Robertson (Detective).
- Note: Richard Kline è assente in questo episodio.

## Bocca a bocca
- Titolo originale: Boy Meets Dummy
- Diretto da: Dave Powers
- Scritto da: Ellen Guylas

### Trama
La figlia del signor Angelino, Francesca, si scopre innamorata di Jack. Per liberarsi di lei, il ragazzo finge di essere sposato.
- Guest stars: Jordan Charney (Frank Angelino), Gino Conforti (Felipe Gomez) e Christina Hart (Francesca Angelino).
- Note: Jenilee Harrison è assente in questo episodio.

## Tre cuori in conflitto
- Titolo originale: Dates of Wrath
- Diretto da: Dave Powers
- Scritto da: Ellen Guylas

### Trama
A Janet piace il nuovo barista dell'Arcobaleno, Bob, ma pensa non sia bello che una donna inviti un uomo. Sollecitata da Jack, la ragazza prova a parlargli ma per un malinteso lui invita Terri ad uscire.
- Guest stars: Brad Maule (Bob) e Connie Hill (Donna).
- Note: Una parte di questo episodio non ha mai avuto un doppiaggio in Italiano ed è stata sottotitolata. Don Knotts e Jenilee Harrison sono assenti in questo episodio.

## Agente per bene
- Titolo originale: Macho Man
- Diretto da: Dave Powers
- Scritto da: John Boni

### Trama
Un tizio rivolge troppe attenzioni a Terri e lei usa il karate. Jack le chiede di insegnargli alcune mosse fondamentali e, desideroso di usare le sue capacità, cerca di fermare qualcuno che pensa sia un ladro, ma in realtà è un poliziotto.
- Guest stars: Brad Blaisdell (Mike), Kenneth White (Agente Bellows), Rod Gist (Big Eddie), Sheldon Feldner (Agente O'Grady) e George McDaniel (Steve).

## Amore a prima svista
- Titolo originale: Strangers In the Night
- Diretto da: Dave Powers
- Scritto da: Shelley Zellman

### Trama
Jack cerca di riappacificarsi con una ragazza dopo un litigio e, con l'aiuto di Larry, le dedica una serenata. I problemi arrivano quando si scopre che il biglietto con l'invito a cena era sulla finestra sbagliata.
- Guest stars: Pamela Dunlap (Lily), Jacque Lynn Colton (Bernice) e Gwen Humble (Arabella).
- Note: Don Knotts e Jenilee Harrison sono assenti in questo episodio.

## La donna è immobile
- Titolo originale: The Matchbreakers
- Diretto da: Dave Powers
- Scritto da: Bryan Joseph

### Trama
Il signor Furley frequenta una donna di nome Marsha, alla quale dice di essere il proprietario dell'edificio.
- Guest star: Ruta Lee (Marsha Whitewood).

## L'alcool e l'acqua santa
- Titolo originale: Oh, Nun
- Diretto da: Dave Powers
- Scritto da: Calvin Kelly

### Trama
Jack ascolta una conversazione tra Terry e la sua amica Catherine, la quale parla di una sorella che ha lasciato il convento per sposarsi. Il ragazzo pensa che Catherine voglia sposarlo e, con l'aiuto di Larry, finge di essere un alcolizzato.
- Guest stars: Susan Plumb (Catherine James), Britt Leach (Chuck) e John Brandon (Capitano James).
- Note: Jenilee Harrison è assente in questo episodio.

## Dialogo tra soldi
- Titolo originale: Maid to Order
- Diretto da: Dave Powers
- Scritto da: Laura Levine

### Trama
Jack convince Janet e Terri ad assumere Cindy come domestica per pulire l'appartamento, ma le cose non vanno per il verso giusto.
- Guest stars: Peter Isacksen (Joey), Jenifer Shaw (Rita) e Charlie Stavola (Marty).
- Note: Don Knotts è assente in questo episodio.

## Il buttafiori
- Titolo originale: Hearts and Flowers
- Diretto da: Dave Powers
- Scritto da: Ellen Guylas

### Trama
Janet non approva che l'azienda per cui lavora invii un'esperta di efficienza per monitorare il suo lavoro, tanto che decide di licenziarsi. Jack e Terri, con l'aiuto del signor Furley, escogitano un piano per far riavere a Janet il suo lavoro.
- Guest stars: Laurie L. Schaefer (Bobbi Willard), Rod Colbin (Signor Franklin) e Jane Dulo (Cliente).
- Note: Richard Kline e Jenilee Harrison sono assenti in questo episodio.

## Passione fienile
- Titolo originale: Urban Plowboy
- Diretto da: Dave Powers
- Scritto da: Martin Rips e Joseph Staretski

### Trama
Larry, all'insaputa di Jack, usa il suo nome per uscire con una donna. Quando il suo fidanzato scopre di questo appuntamento, decide di cercare il vero Jack, il quale si trova con Janet e Terri alla fattoria della zia di Cindy.
- Guest stars: Sue Ane Langdon (Becky) ed Herman Poppe (Wally).

## Quando bussa il boss
- Titolo originale: A Friend in Need
- Diretto da: Dave Powers
- Scritto da: James Ritz

### Trama
Felipe sta per diventare padre e chiede a Jack di sostituirlo temporaneamente al ristorante del signor Angelino. Un mafioso si ferma a mangiare, apprezza la cucina di Jack ed insiste affinché venga assunto al posto di Felipe.
- Guest stars: Jordan Charney (Frank Angelino), Gino Conforti (Felipe Gomez) e Terry Kiser (Signor Canon).
- Note: Don Knotts e Jenilee Harrison sono assenti in questo episodio.

## La scatola della vita
- Titolo originale: Jack's 10
- Diretto da: Dave Powers
- Scritto da: Bob Brunner e Ken Hecht

### Trama
Jack cambia non solo la sua immagine ma anche i suoi progetti di carriera per compiacere la ragazza della quale si è innamorato.
- Guest stars: Karen Austin (Denise) e Melanie Vincz (Ragazza).
- Note: Don Knotts e Jenilee Harrison sono assenti in questo episodio.

## Il medico dei lazzi
- Titolo originale: Doctor in the House
- Diretto da: Dave Powers
- Scritto da: John Boni

### Trama
Jack, per non deludere il nonno al quale aveva detto di essere un medico, si spaccia per un dottore dell'ospedale in cui Terri lavora. Tutto sembra andare bene finché al signor Furley non viene un forte mal di schiena.
- Guest stars: Edward Andrews (Nonno Tripper), Keith Lawrence (Dottor Phillips) e Toni Lamond (Paziente).
- Note: Richard Kline è assente in questo episodio.

## Sesso e culinaria
- Titolo originale: Critic's Choice
- Diretto da: Dave Powers
- Scritto da: Shelley Zellman

### Trama
Jack cerca di conquistare un severo critico invitandolo a cenare al suo appartamento, ma scopre che l'uomo è più interessato al vino e alle donne.
- Guest stars: Jay Garner (Jason Defarge) e Louise Williams (Chloe Brown).
- Note: Richard Kline e Jenilee Harrison sono assenti in questo episodio.

## La balla dell'Eden
- Titolo originale: Paradise Lost
- Diretto da: Dave Powers
- Scritto da: Shelley Zellman

### Trama
Terri informa Jack e Janet che un medico del suo ospedale sarà fuori città per due anni e ha intenzione di affittare la sua casa allo stesso prezzo che loro pagano per l'appartamento. Larry ed il signor Furley, non volendo perdere i loro amici, cercano un modo per non farli andare via.
- Guest stars: Faith McSwain (Shiela Ashton), Alvah Stanley (Dottor Benson) e Sheila Rogers (Infermiera).
- Note: Jenilee Harrison è assente in questo episodio.

## Frequenza d'onta
- Titolo originale: And Now Here's Jack
- Diretto da: Dave Powers
- Scritto da: Hank Bradford, Martin Rips e Joseph Staretski

### Trama
Jack ha l'opportunità di fare una dimostrazione di cucina in TV e chiede a Janet e Terri di aiutarlo, ma con scarsi risultati.
- Guest stars: Jordan Charney (Frank Angelino), Marty Brill (Mike O'Connell) e Frank O'Brien (Direttore).
- Note: Jenilee Harrison è assente in questo episodio.

## Look sollucchero
- Titolo originale: Janet Wigs Out
- Diretto da: Dave Powers
- Scritto da: Budd Grossman

### Trama
Janet indossa una parrucca bionda nel tentativo di aumentare la sua fiducia, ma il suo comportamento rischia di minare le sue amicizie.
- Guest star: Robert Swick (Bill Rogers).
- Note: Ultima apparizione di Jenilee Harrison. Il nome dell'attrice continuerà comunque ad apparire nella sigla iniziale fino al termine della stagione.

## Aero-party
- Titolo originale: Up in the Air
- Diretto da: Dave Powers
- Scritto da: Shelley Zellman

### Trama
Jack accetta di accompagnare Janet ad una festa su un'isola privata che può essere raggiunta soltanto in aereo. Terrorizzato al pensiero di volare, prende dei tranquillanti ma sperimenta strani effetti collaterali dopo aver ignorato gli avvertimenti di non bere alcolici.
- Guest stars: Barry Williams (David Winthrop), Lauree Berger (Nancy Winthrop), Gertrude Flynn (Signora Peabody), Paul Marin (Signor Peabody), Rick Edwards (Mark), Thom Fleming (Robert) e Dean Taliaferro (Bridget).
- Note: Don Knotts è assente in questo episodio.

## Incomputer
- Titolo originale: Mate for Each Other
- Diretto da: Dave Powers
- Scritto da: Ellen Guylas

### Trama
Jack e Janet decidono di provare un servizio di appuntamenti al computer e finiscono per essere accoppiati l'uno con l'altra.
- Guest stars: Brian Byers (Tom Ferguson), Judy Kain (Joan Ferguson) e Mickey Deems (Maitre).
- Note: Don Knotts è assente in questo episodio.

## Ridere per ridere: Parte 1
- Titolo originale: The Best of Three's Company: Part 1
- Diretto da: Dave Powers
- Scritto da: George Burditt, Michael Ross e Bernie West

### Trama
L'attrice Lucille Ball presenta una raccolta di spezzoni dei migliori momenti della serie.
- Guest star: Lucille Ball (Sé stessa).
- Note: La sigla iniziale è differente rispetto a quella degli altri episodi.

## Ridere per ridere: Parte 2
- Titolo originale: The Best of Three's Company: Part 2
- Diretto da: Dave Powers
- Scritto da: George Burditt, Michael Ross e Bernie West

### Trama
L'attrice Lucille Ball presenta una raccolta di spezzoni dei migliori momenti della serie.
- Guest star: Lucille Ball (Sé stessa).
- Note: Questo episodio speciale diviso in due parti è stato originariamente trasmesso come unico episodio. La sigla iniziale è differente rispetto a quella degli altri episodi.